# Baselga di Piné
Baselga di Piné (deutsch Wasilig-Pineid) ist eine norditalienische Gemeinde (comune) mit 5215 Einwohnern (Stand 31. Dezember 2023) in der Provinz Trient in der Region Trentino-Südtirol.

## Geografie
Die Gemeinde liegt etwa 11,5 Kilometer nordöstlich von Trient und ist Teil der Talgemeinschaft Comunità Alta Valsugana e Bersntol. Im Gemeindegebiet liegt der Lago di Serraia sowie teilweise der Lago delle Piazze.
Ein Teil des Gemeindegebiets gehört zum Naturschutzgebiet Laghestel di Piné.

## Geschichte
Der Ort wird erstmals 1160 urkundlich erwähnt. Bis in das 15. Jahrhundert hinein war der Ort mehrheitlich deutschsprachig.

## Sport
- 1975 und 1990 war Baselga di Piné Etappenort des Giro d’Italia.
- Für den Eisschnelllauf ist Baselga di Piné einer der wichtigsten Austragungsorte des Weltcups. Die geplante Ausrichtung der Eisschnelllaufwettbewerbe der Olympischen Winterspiele 2026 wurde im Januar 2023 vom Nationalem Olympischen Komitee Italiens wegen der Kostenexplosion des Neubauprojektes wieder zurückgezogen.[2]

## Gemeindepartnerschaft
Baselga di Piné unterhält eine Partnerschaft mit der niederländischen Gemeinde Heerenveen.

## Persönlichkeiten
- José Gottardi Cristelli (1923–2005), Erzbischof
- Matteo Anesi (* 1984), Olympiasieger im Eisschnelllauf (2006)
- Mauro Corona (* 1950), Alpinist und Künstler